# Fernando Vázquez Ramos
Fernando Vázquez Ramos (f. 1950) fue un militar español, oficial de la Guardia Civil. Durante la Dictadura franquista desempeñó el puesto de gobernador civil en varias provincias, así como diversos mandos dentro de la Benemérita.

## Biografía
Realizó estudios en la Academia de Infantería de Toledo, de donde saldría licenciado en 1909 como oficial de infantería. Posteriormente ingresaría en la Guardia Civil, donde realizaría su carrera profesional. En agosto de 1932 llegó a participar en la fallida «Sanjurjada», siendo juzgado y finalmente absuelto en febrero de 1934 al no poder probarse su implicación.
Estuvo en contacto con diversos falangistas y miembros de la conspiración militar contra la República, siendo uno de los oficiales de la Guardia civil en Cáceres que se uniría a la sublevación militar. El 19 de julio de 1936 se unió a la rebelión, destituyendo a su superior —el teniente coronel Ángel Hernández Martín— y haciéndose con el mando de la Guardia Civil. Lograría hacerse con el control de la ciudad, sin encontrar resistencia, encargándose de extender la sublevación a otras localidades cacereñas. Habría sido nombrado hijo adoptivo de Cáceres en 1936. Vázquez Ramos fue nombrado gobernador civil de la provincia, si bien el auténtico hombre fuerte era el comandante militar. Durante su mandato se procedió a la represión de todos aquellos elementos considerados «no afectos». 
Entre 1937 y 1938 ejercería como gobernador civil de la provincia de Cádiz.
El 27 de agosto de 1938 fue nombrado gobernador civil de Lérida. En aquel momento las fuerzas franquistas sólo controlaban la capital de provincia y algunas localidades, permaneciendo el resto del territorio leridano en manos republicanas. Esta situación excepcional, con el frente de guerra a las afueras de Lérida, marcaría su mandato como gobernador. En enero de 1939 sería designado gobernador civil de Balerares. Se mantuvo en este cargo hasta finales de 1940, cuando fue cesado tras las protestas de los sectores falangistas —quienes acusaban a Vázquez Ramos de tolerar la disidencia carlista—.
Más adelante ascendería al rango de coronel y sería nombrado jefe del 11.º Tercio de la Guardia Civil.
Falleció en Sevilla el 22 de junio de 1950.